# Ralph Lambertz
Ralph Alexander Egidius Lambertz (Kerkrade, 2 november 1957) is een Nederlandse beeldhouwer.

## Leven en werk
Ralph Lambertz studeerde aan de kunstacademie in Arnhem. Hij is een veelzijdige beeldhouwer die een rijk oeuvre heeft ontwikkeld met reeksen werken die uiteenlopende fascinaties laten zien. Desondanks is zijn werk door materiaalgebruik en uiterlijke kenmerken alleen te identificeren als resultaten van zijn eigenaardige verbeeldingskracht.
Zijn vloeistofobjecten, letterbeelden, strandvondsten, bijenbeelden, sleutelhangers, zijn honden en auto’s en zijn werken uitgevoerd in siliconen vertonen een hechte samenhang. Die bestaat vooral uit zijn interesse voor de verschillende manieren waarop de dingen, dieren, mensen zich laten zien.
De 'verschijningen' die hij hiervan oproept, zijn laag voor laag telkens anders opgebouwd, waardoor ze niet meteen hun karakter of zelfs maar hun uiterlijke gedaante verraden. Je kijkt vaak eerst even door zijn beelden heen, om dan pas het object waar te nemen tegen de achtergrond waarin het zich voordoet. Alsof je eerst een plat schaduwsilhouet ziet en pas als je ogen aan het licht gewend zijn het object dat die schaduw heeft geworpen. Door de herkenning op deze manier onderuit te halen en door het gebruik van ongebruikelijke materialen - houtspaanders, parfum, suikerklontjes en dergelijke - benadrukt hij de uitzonderlijke verschijning van het object.
De kunstenaar woont in Hall.

## Enkele werken in de openbare ruimte
- Gevelobjecten voor twaalf flats in Velp (1987)
- Zes objecten op verschillende locaties, Brummen (1994)
- De stoel, stadhuistuin Tiel (1995)
- Beeld voor Kooweide, Eibergen (1996)
- Piet Pelle, winkelcentrum Calluna, Dieren (1997)
- Beelden op de rotonde Kerkstraat in Kerkdriel (1998)
- Beeld voor de entreehal van BASF, Apeldoorn (1998)
- Beeld voor Rijkevoort (2000)
- Gevelbeeld Vincentiusbouw, Oudenbosch (2001)
- Buitenbeeld Rabobank, Zevenaar (2001)
- Beelden voor het centrum van Ruurlo (2003)
- Beeld voor de Pancratiusschool, Brummen (2003)
- Millenniumobject voor Beltum, Eibergen (2004)
- Mannen met laarzen, Waterschap Rivierenland, Tiel (2007) in samenwerking met Jan Vos
- Pleisterplaats, Rijnstate ziekenhuis, Arnhem (2007)
- Beeld voor entree hal, DG Press, Eerbeek (2009)
- Schmitz Cargo, Berlijn (2012)
- Portaal, Olympiasingel, Elst (2013)
- Papierschepper, Eerbeek (2018)

## Fotogalerij

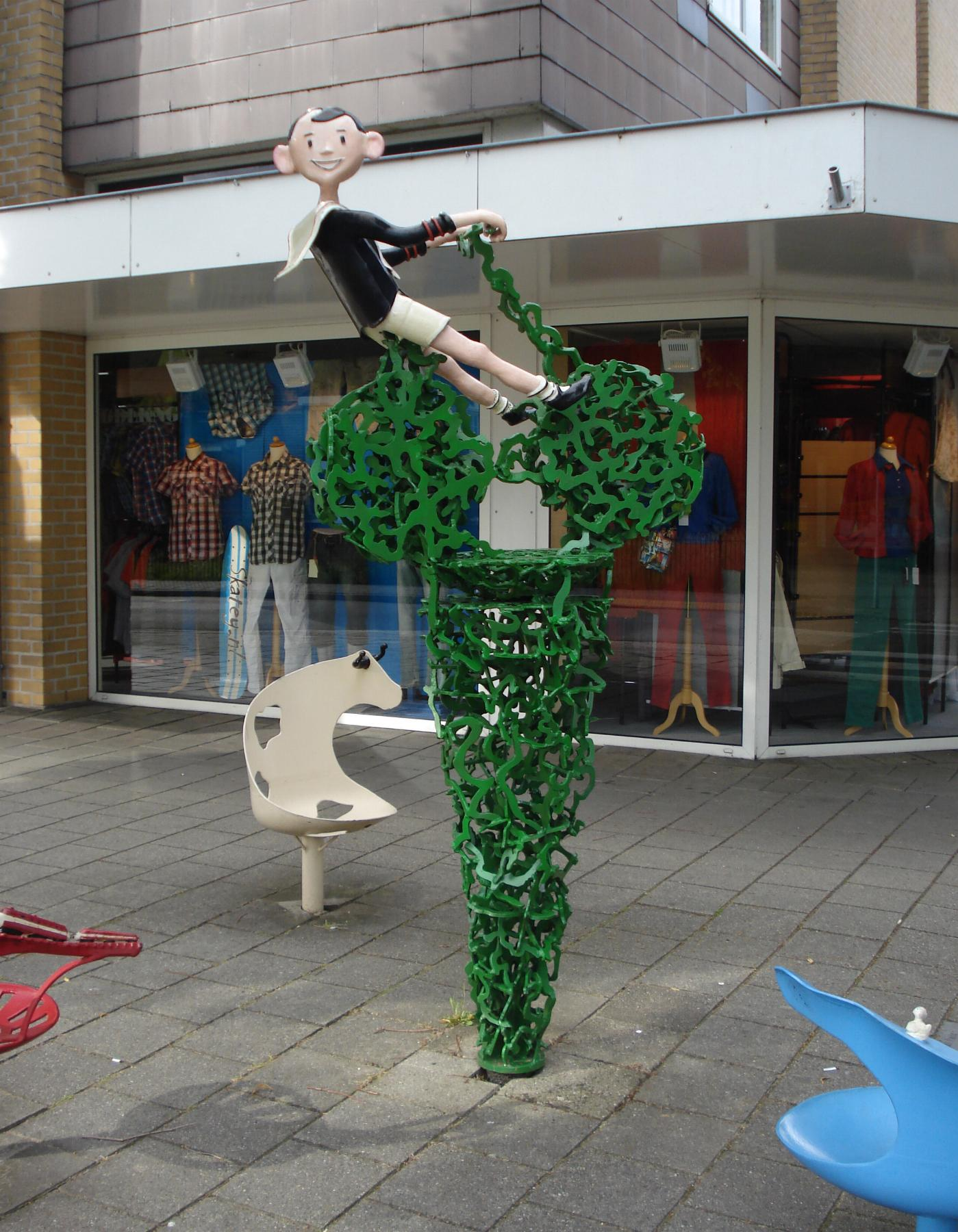
Piet Pelle, Dieren (1997)
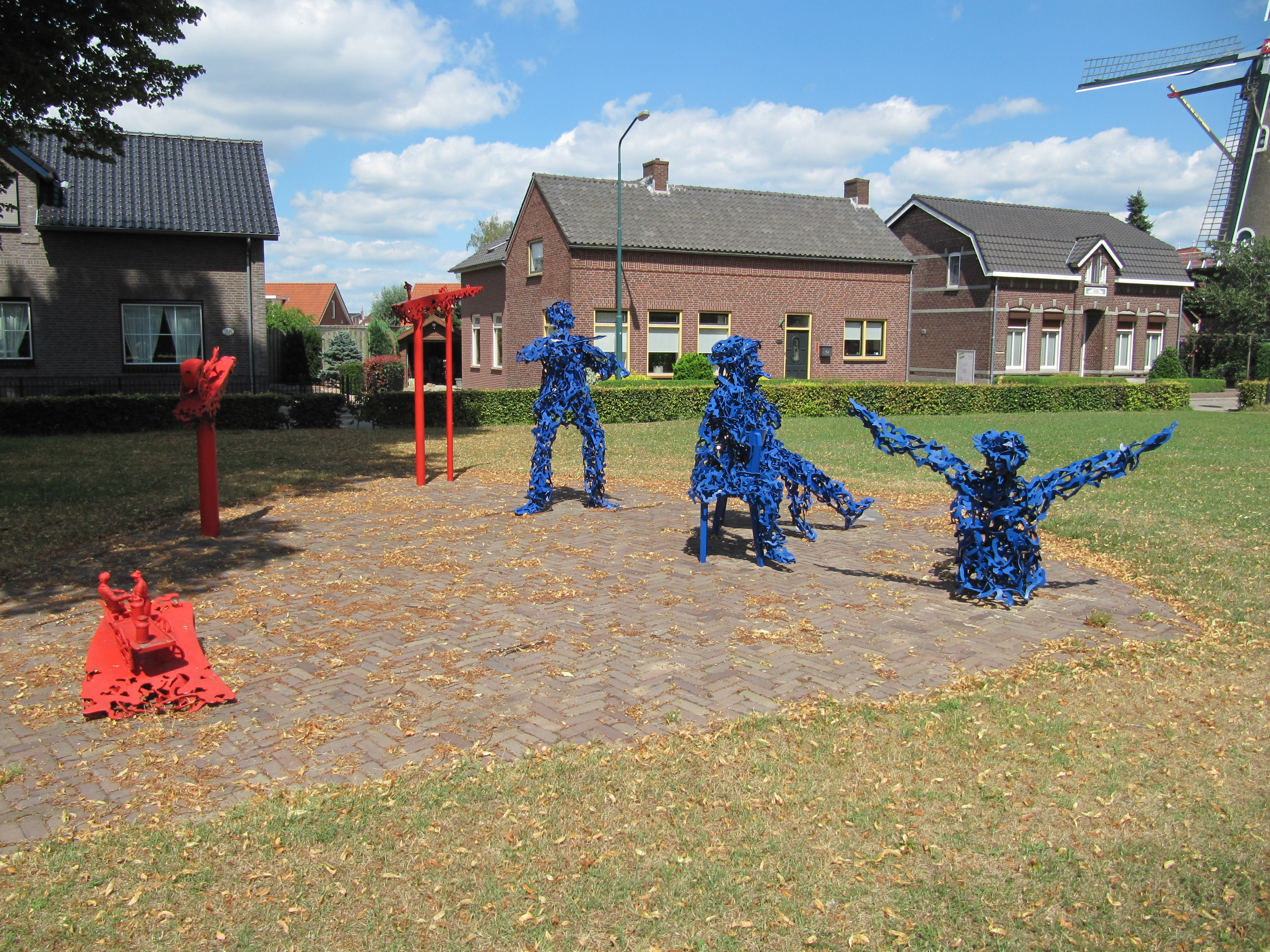
Rijkevoort (2000)
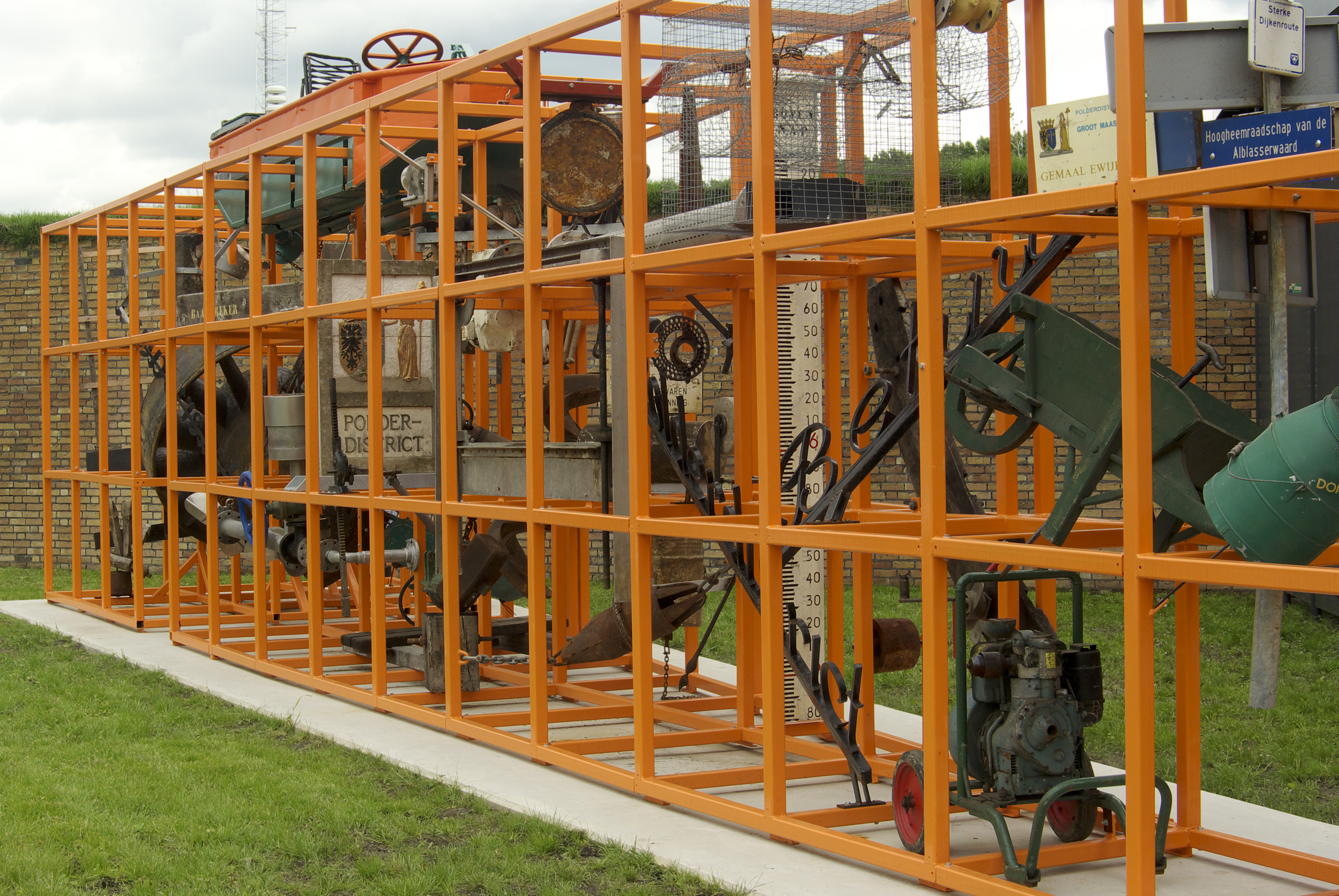
Mannen met laarzen, Tiel (2007)